# 抒情民謡集
『抒情民謡集』（じょじょうみんようしゅう、Lyrical Ballads）は、イギリスの詩人であるウィリアム・ワーズワースとサミュエル・テイラー・コールリッジの共著による詩集。
イギリスのロマン主義の代表的な詩集として同時代と後世に多大な影響を与えた。民衆の口語を自然に歌い上げることを詩の本質として論じた「序文」は彼らの詩に対する考え方を明示したものとして有名。初版は1798年であるが、1800年と1802年の版もある。この詩集はそれ以前のイギリス詩との分水嶺をつくり、文学史上において画期的な役割をになった。

## 日本語訳
- 『抒情民謡集序文』 研究社小英文叢書 （矢野禾積訳）
- 『抒情歌謡集―リリカル・バラッズ』 大修館書店 （宮下忠二訳）